# Swan (fiume Australia)
Il fiume Swan (Swan River in inglese, letteralmente "fiume dei cigni") è un fiume nella regione di Wheatbelt nell'Australia Occidentale; il nome deriva da quello dato al fiume nel 1697 dall'esploratore Olandese Willem de Vlamingh, il quale - dopo avervi notato la presenza di inimmaginabili cigni neri (specie la cui esistenza era fino a quel momento ignota nella cultura europea) - lo chiamò nell'allora giovane lingua afrikaans "Swarte Swaene Revier" ("Fiume Cigni Neri").
Il fiume nasce dalla confluenza del fiume Avon e del Wooroloo Brook e scorre in direzione sud-ovest, assumendo un decorso ampio nel tratto che attraversa l'area metropolitana di Perth, per poi restringersi nuovamente e terminare nell'Oceano Indiano subito a nord di Fremantle.
I principali affluenti del fiume Swan sono i fiumi Avon, Canning River ed Helena River. Questi ultimi due hanno dighe che consentono il rifornimento idrico di gran parte della città di Perth.
La valle del fiume Swan prima di raggiungere Perth è rinomata per la produzione di diverse varietà vinicole. 
In passato il fiume era utilizzato come via di trasporto principale tra Perth e Fremantle finché non è stato completato il collegamento ferroviario tra Fremantle e Guildford via Perth. Attualmente il collegamento fluviale tra le due città rimane comunque di notevole importanza turistica consentendo di ammirare la bellezza del paesaggio.